# Der schwarze Husar (1932)
Der schwarze Husar ist ein deutscher Historienfilm aus dem Jahre 1932. Die Uraufführung fand am 12. Oktober 1932 im Ufa-Palast am Zoo in Berlin statt.
Im Kinojahr 1931/32 wurden in der Weimarer Republik acht „vaterländische Filme“ uraufgeführt, die UFA produzierte dabei neben „Der schwarze Husar“ noch den Film Yorck und setzte damit zum einen das Genre der Filme mit „nationalem Inhalt“ fort, mit deren Produktion sie bereits in den 1920er Jahren begonnen hatte, zum anderen bereitete sie so den kulturellen und sozialpsychologischen Weg, dem in den Folgejahren fast die gesamte deutsche Filmbranche folgte.

## Handlung
Der Film spielt im Jahre 1812 zur Zeit der französischen Besetzung Deutschlands durch die Truppen Napoleon Bonapartes. Während der bereits seit Ende 1807 andauernden Besatzung hatten sich verschiedene deutsche Freikorps gegründet, darunter die „Schwarze Schar“ unter der Führung des Braunschweigischen Herzogs Friedrich Wilhelm, die in den Napoleonischen Kriegen kämpfte. Französische Truppen jagen die „Schwarzen Husaren“ durch das ganze Land, doch finden diese immer wieder bei der patriotisch gesinnten Bevölkerung Unterschlupf und Unterstützung.
Friedrich Wilhelm von Braunschweig befindet sich gerade in Großbritannien, sein Stellvertreter in der Heimat ist Rittmeister von Hochberg, der zusammen mit seinem Freund Leutnant von Blome weiter kämpft. Auf der Flucht vor den Verfolgern finden beide Zuflucht in einem Wirtshaus, wo sie von zwei jungen Frauen versteckt werden. Derweil plant Darmont, der französische Gouverneur von Erfurt, auf Geheiß Napoleons, die Braut des Herzogs, eine badische Prinzessin, gegen deren Willen mit dem polnischen Fürsten Potovski zu verheiraten. Sie wird nach Erfurt entführt. Hochberg und Blome gelingt es aber, durch eine List Potovski auszuschalten und verkleidet statt seiner in Erfurt beim Gouverneur zu erscheinen. Bei einem gemeinsamen Essen stellt sich heraus, dass die Prinzessin eine der beiden jungen Frauen aus dem Wirtshaus ist. Hochberg und die Prinzessin kommen einander näher.
Wiederum mit einer List gelingt es den beiden Husaren, die Prinzessin aus der Gefangenschaft zu befreien, obwohl das Unternehmen fast zu scheitern droht. In der Zwischenzeit ist der „Schwarze Herzog“ nach Braunschweig zurückgekehrt und trifft dort auf Hochberg und die Prinzessin. Als er erkennt, dass sich beide lieben, tritt er zurück und lässt sie gewähren. Die Schwarzen Husaren ziehen schließlich mit ihrem Herzog an der Spitze in den Kampf gegen Napoleon.

## Kritiken
„Der in den ersten fünf Tonfilmjahren häufig benutzte historische Stoff dient hier nur als Folie für eine flotte Abenteuer- und Liebeskomödie. Handfest gespielt und auf UFA-Unterhaltungsperfektion getrimmt.“